# Paulistânia
Paulistânia is een gemeente in de Braziliaanse deelstaat São Paulo. De gemeente telt 1.909 inwoners (schatting 2009).